# Чортківський слідчий ізолятор
Чортківський слідчий ізолятор — слідчий ізолятор управління Державного департаменту України з питань виконання покарань у місті Чортків.

## Історія колонії
1867 — побудовано канцелярію старости, суд, пошту, створено поліцію та окружну раду.
1898 — закладено перший камінь Чортківської тюрми. Будівництво тривало три роки й завершилось у 1901 році.
1901 — збудовано основну будівлю.
Під час Першої світової війни частина приміщення була використана російським командуванням під госпіталь, але коли австрійська влада знову відновилася, то в приміщені тюрми засідав військовий трибунал.
1920—1939 — тюрма була заповнена в'язнями наполовину.
1941 — у тюрмі відбували покарання радянські військовополонені, а з 1944 року контингент в'язнів змінився — відбували покарання німецькі полонені. Після закінчення війни тюрма перейшла до підпорядкування НКВС.
1965 — на місці старої тюрми було створено слідчий ізолятор.

## Сучасний стан
Територія Чортківського СІЗО умовно розділена на дві частини: режимний двір, господарський двір. По периметру територія установи обнесена кам'яною огорожею загальною довжиною 378 м, висотою — 3,5—4,5 м, товщиною — 0,5 м. По кутах периметру огорожі зведені спостережні вежі.
На території установи є церква.
У різні роки установу очолювали: Квабер Янош, Чадирін М. І., Яковлєв Г. Ф., Галкін Г. В., Федусь М. І.
На даний час її очолює Заверуха В. О.

## Адреса
48500, м. Чортків Тернопільської області, вул. Лесі Українки, 3. Начальник СІЗО — начальник арештного дому Заверуха Володимир Омельянович.